# Машичев, Николай
Николай Машичев (эст. Nikolai Mašitšev; 5 декабря 1988, Таллин) — эстонский футболист, также имевший российское гражданство, полузащитник.

## Биография
Воспитанник таллинского клуба «Пуума», в нём же в 15-летнем возрасте начал взрослую карьеру. В ходе сезона 2004 года перешёл в «ТФМК», в том же году сыграл свой первый матч в высшей лиге Эстонии. В 2005 году со своей командой стал чемпионом страны.
После расформирования «ТФМК» в конце 2008 года, выступал за литовские клубы «Ветра» и «Судува», а также таллинскую «Флору». В составе «Флоры» стал чемпионом Эстонии 2010 и 2011 годов. В январе 2010 года был на просмотре в ФК «Москва».
В 2013—2014 годах играл за «Калев» (Силламяэ), с которым дважды завоёвывал медали национального чемпионата. В 2015—2016 годах играл за «Инфонет», стал чемпионом Эстонии 2016 года.
В 2017—2019 годах выступал за «Нымме Калью», затем провёл два сезона в составе столичного «Легиона». С 2022 года играл за клубы низших лиг.
Всего в высшем дивизионе Эстонии сыграл 404 матча и забил 69 голов.

## Личная жизнь
В начале своей карьеры имел статус негражданина Эстонии. В первой половине 2010-х годов получил гражданство России, а в 2016 году стал гражданином Эстонии.

## Достижения
- Чемпион Эстонии (4): 2005, 2010, 2011, 2016
- Серебряный призёр чемпионата Эстонии (2): 2004, 2014
- Бронзовый призёр чемпионата Эстонии (4): 2007, 2012, 2013, 2017
- Обладатель Кубка Эстонии (1): 2006
- Обладатель Суперкубка Эстонии (3): 2005, 2006, 2012
- Серебряный призёр чемпионата Литвы (1): 2009
- Бронзовый призёр чемпионата Литвы (1): 2011